# Vullum Sø
Vullum Sø er er en kalkrig sø med kransnålalger på tidligere omkring 87 ha, men nu, efter dræning ved grøftegravning, kun på omkring 16,3 ha. Den ligger i Hjardemål Sogn, Thisted Kommune, vest for Hjardemål Plantage, nordvest for Østerild Klitplantage, og et par km syd for Vigsø Bugt i Skagerrak. Den afvandes i den vestlige ende til Vullum-Vasholm Grøft som er den øvre del af Kløv Å, og som via Storåen og Lønnerup Fjord løber ud i Limfjorden. Den har lagt navn til, og ligger centralt i Natura 2000 -område nr. 23 Vullum Sø.
Der har tidligere været en god fiskebestand i søen, med op til 10 forskellige arter så sent som i 1962, men den lave vandstand gør at der formentlig ikke er mange tilbage.

## Eksterne kilder og henvisninger
- Danmarks Søer, Søerne i Nordjyllands og Viborg Amter, af Thorkild Høy m.fl. ISBN 87-7717-200-0

57°4′54.47″N 8°47′41.63″Ø / 57.0817972°N 8.7948972°Ø